# Afrika-Zwergohreule
Die Afrika-Zwergohreule (Otus senegalensis), auch Senegal-Zwergohreule genannt, ist ein Vogel aus der artenreichen, altweltlichen Gattung der Zwergohreulen. Sie ist eine der kleinsten in Afrika vorkommenden Eulen. Früher wurde sie der nördlich der Sahara vorkommenden Zwergohreule als Unterart zugeordnet.

## Merkmale
Die Afrika-Zwergohreule erreicht eine Größe von 16 bis 19 cm, ein Gewicht von 45 bis 100 g und eine Flügellänge von 117 bis 144 mm. Das Gefieder ist rindenartig grau bis braun mit hellen Einschlüssen gefärbt, die Federohren sind ausgeprägt, können aber angelegt werden. Die Beine sind bis zum Ansatz der grau bis braunen Zehen befiedert, der Schnabel ist dunkel hornfarben und die Augen haben eine gelbe Iris. Wie bei den meisten Eulenarten sind die Weibchen der Afrika-Zwergohreule im Durchschnitt deutlich schwerer als die Männchen.
Die Afrika-Zwergohreule sieht der etwas größeren als Überwinterungsgast im nördlichen Teil des Verbreitungsgebiets vorkommenden Zwergohreule nicht unähnlich, kann aber am Ruf eindeutig von dieser unterschieden werden.

## Stimme
Der Ruf der Afrika-Zwergohreule ist ein einsilbiges „Prürr“, das ca. 0,5 bis 1 Sekunde dauert und nach 5 bis 8 Sekunden wiederholt wird.

## Lebensraum
Den Lebensraum der Afrika-Zwergohreule bilden baum- und strauchbestandene Savannen und trockene lichte Wälder, in der Nähe menschlicher Ansiedlungen hält sie sich auch gerne in Gärten und Parks auf. In dicht bewaldeten Regionen und oberhalb von 2000 m Höhe kommt sie hingegen nicht vor.

## Verbreitung und Vorkommen
Die Afrika-Zwergohreule kommt in Afrika südlich der Sahara bis zur Kapregion in Gebieten vor, die ihr den entsprechenden Lebensraum bieten, und ist in ihrem Verbreitungsgebiet recht häufig.

## Unterarten
Die Art wird in zwei Unterarten aufgeteilt:
- O. s. senegalensis (Swainson, 1837) – nahezu im gesamten Verbreitungsgebiet.
- O. s. nivosus Keith & Twomey, 1968 – Südosten Kenias.

Früher wurde O. s. feae (Salvadori, 1903) von der Insel Annobón bei Äquatorial-Guinea als weitere Unterart betrachtet. Heute gilt sie als eigenständige Art Annobon-Zwergohreule (Otus feae).

## Nahrung
Vor allem Insekten, aber auch Spinnen, Skorpione, Kleinsäuger, Reptilien und Amphibien bilden die Nahrung der Afrika-Zwergohreule. Sie jagt in der Regel von einem Ansitz aus, kann Insekten aber auch aus der Luft fangen.

## Verhalten und Fortpflanzung
Die Afrika-Zwergohreule ist vorwiegend dämmerungs- und nachtaktiv. Tagsüber ruht sie versteckt im dichten Laub, gut getarnt an Stämmen oder dicken Ästen oder in Baumhöhlen. Paare ruhen teilweise in unmittelbarer Nachbarschaft, gelegentlich bilden die Vögel tagsüber auch kleine Kolonien.
Die Afrika-Zwergohreule führt eine lebenslange monogame Ehe. In der Balzzeit rufen die Paare gelegentlich im Duett. Das Weibchen legt in der Regel 2 bis 4 weiße Eier in einer Bruthöhle ab, die es allein bebrütet, während das Männchen es mit Futter versorgt. Nach etwa 27 Tagen schlüpfen die Jungen und sind nach etwa 30 weiteren Tagen flügge. Die Ästlinge werden dann noch etwa 40 Tage lang von beiden Eltern mit Nahrung versorgt.